# دیوید استاربروک
دیوید استاربروک (انگلیسی: David Starbrook؛ زادهٔ ۹ اوت ۱۹۴۵) جودوکار اهل بریتانیا بود.
وی در مسابقات کشوری و بین‌المللی در مجموع برندهٔ ۲ مدال نقره، ۵ مدال برنز شده‌است.